# Mona Solheim
Mona Solheim (* 4. August 1979 in Busan, Südkorea) ist eine ehemalige norwegische Taekwondoin, die im Leicht- und Mittelgewicht aktiv war. 2007 konnte sie bei der Weltmeisterschaft Bronze gewinnen.
Solheim wurde in Südkorea geboren, mit sieben Monaten aber zusammen mit ihrer Schwester Nina von ihren norwegischen Eltern adoptiert. Sie wuchs in Namsos auf und kam gemeinsam mit ihrer Schwester im Verein Namsos Taekwondoklubb zum Taekwondo. Trainiert wurde sie nach Aufnahme in die Nationalmannschaft von Stig Kramer. Ihre ersten internationalen Titelkämpfe bestritt Solheim im Mittelgewicht bei der Europameisterschaft 1996 in Helsinki, drei Jahre später startete sie in Edmonton erstmals bei einer Weltmeisterschaft, sie schied jedoch bei beiden Turnieren frühzeitig aus. Auch in den folgenden Jahren blieb Solheim bei den internationalen Meisterschaften erfolglos. Ihren sportlich größten Erfolg feierte sie aber schließlich bei der Weltmeisterschaft 2007 in Peking. In der Klasse bis 63 Kilogramm verlor sie erst im Halbfinale gegen Karine Sergerie und erkämpfte sich mit Bronze die einzige internationale Medaille ihrer Karriere. Weitere gute Ergebnisse gelangen Solheim mit dem Einzug ins Achtelfinale bei der Weltmeisterschaft 2009 in Kopenhagen und dem Viertelfinaleinzug bei der Europameisterschaft 2010 in Sankt Petersburg. Nach verpasster Qualifikation für die Olympischen Spiele 2012 beendete Solheim ihre aktive Karriere.
Ihre Zwillingsschwester Nina konnte bei Olympischen Spielen, Welt- und Europameisterschaften Medaillen gewinnen. Zu den Olympischen Spielen 2004 in Athen und 2008 in Peking begleitete Mona Solheim ihre Schwester als Sparringspartnerin.